# أبو البركات الأنباري
أبو البركات الأنباري (513- 577 هـ / 1119- 1181 م) هو أبو البركات عبد الرحمن بن أبي الوفاء محمد بن عبيد الله بن محمد بن عبيد الله بن أبي سعيد محمد بن الحسن بن سليمان الأنباري،  الملقب كمال الدين، النحوي؛ من علماء اللغة والأدب والتراجم. سكن بغداد وتوفي فيها.

## سيرته
كان من الأئمة المشار إليهم في علم النحو، وسكن بغداد من صباه إلى أن مات، وتفقه على مذهب الشافعي، رضي الله عنه، ب المدرسة النظامية وتصدر لإقراء النحو بها، وقرأ اللغة على أبي منصور بن الجواليقي، وصحب الشريف أبا السعادات هبة الله بن الشجري وأخذ عنه وانتفع بصحبته، وتبحر في علم الأدب، واشتغل عليه خلق كثير وصاروا علماء، ولقيت جماعة منهم. والأنباري: بفتح الهمزة وسكون النون وبعدها باء موحدة وبعد الألف راء، هذه النسبة إلى الأنبار، بلدة قديمة على الفرات، بينها وبين بغداد عشرة فراسخ، وسميت الأنبار لأن كسرى كان يتخذ فيها أنابير الطعام، والأنابير: جمع الأنبار جمع نبر بكسر النون وبعدها راء، مثل نقس وأنقاس، والنبر: الهري الذي تجعل فيه الغلة، والنقس: بكسر النون وسكون القاف وبعده سين مهملة وهو المداد.
وكان نفسه مباركاً ما قرأ عليه أحد إلا وتميز. وانقطع في آخر عمره في بيته مشتغلاً بالعلم والعبادة وترك الدنيا ومجالسة أهلها، ولم يزل على سيرة حميدة.

## مؤلفاته
له من المؤلفات:
- نزهة الألباء في طبقات الأدباء - (مطبوع)
- الإعراب في جدل الإعراب - (مطبوع بتحقيق سعيد الأفغاني)
- أسرار العربية - (مطبوع) في النحو
- لمع الأدلة - (مخطوطة) في علم العربية
- الإنصاف في مسائل الخلاف - (مطبوع) في نحو الكوفيين والبصريين، جزآن
- البيان في غريب إعراب القرآن - (مطبوع)
- عمدة الأدباء في معرفة ما يكتب فيه بالألف والياء - (مخطوطة)